# Панко
Панайот Найденов, по-известен като Панко, е български попфолк певец.

## Биография
Кариерата си като певец започва с формация „Астон“, като с нея записва песента „Али Баба и 40-те бойци“ в музикална компания „Пайнер“ през 1996 г. Като самостоятелен певец развива кариерата си с „Ара Аудио-видео“ в периода 1999 – 2003 г. Сред най-известните му песни са „Влюбено момче“, „Хитрата лисица“, „Евала, Живков“, посветена на Тодор Живков, и дуетите със Сани и Дора Костова „Скитнице“ и „Няма проблеми“. След като преустановява концертите и записите, продължава да пее по ресторанти и кръчми.
Умира внезапно на 23 февруари 2018 г. на 50 години.

## Дискография

### Студийни албуми
- Али Баба и 40-те борци (1996)
- Алъш-вериш в Париж (1997)
- Хитрата лисица (2000)[3]

### Други песни
- Скитнице (дует със Сани) (1999)
- Да се молиш (дует със Сани) (2000)
- Няма проблеми (дует с Дора Костова) (2002)
- Евала, Живков (2003)
- Чики-на-на (2003)
- Каква магия (2015)